# Грюнебаум, Густав Эдмунд
Гу́став Э́дмунд фон Грюнеба́ум (нем. Gustav Edmund  von Grünebaum; 1 сентября 1909, Вена — 27 февраля 1972, Лос-Анджелес) — австрийский и американский востоковед.

## Биография
Окончил Венский и Берлинский университеты.
В 1938 году из-за аншлюса Австрии выехал в США.
В 1938—1942 годах — ассистент профессора в Институте Азии в Нью-Йорке, в 1943—1956 годах — профессор арабистики и исламоведения в Чикагском университете, а с 1957 года — в Лос-Анджелесском университете.

## Научное наследие
Автор многочисленных работ по истории и вопросам ислама, для которых характерен социологический подход. В истории зарождения и развития ислама особое внимание уделяет социально-политическим факторам и в то же время вскрывает важную роль ислама в изменении социальных структур и духовного мира исповедующих его народов. Историю культурной жизни мусульманского Востока оценивает как непрерывное взаимодействие «большой» и «малой» традиций, то есть единого «общемусульманского идеала» и локальных культур. Показывает несостоятельность представлений о «едином» исламе, о «единой мусульманской цивилизации».

### Труды
- Medieval Islam. A study in cultural orientation. — Chicago, 1946.
- Muhammadan Festivals. — London, 1951.
- Kritik und Dichtkunst. Studien zur arabischen Literaturgeschichte. — Wiesbaden, 1955.
- Unity and variety in Muslim civilization. — Chicago, 1955.
- Classicisme et declin culturel dans l’histoire de I’lslam. — Paris, 1957 (в качестве соавтора и издателя).
- Modern Islam. The search for cultural identity. — Berkeley, 1962.
- Der Islam im Mittelalter. — Zürich, 1963.
- Der Islam in seiner Klassischen Epoche. — Stuttgart, 1966.
- Arabische Literaturgeschichte. — Zürich, 1968.
- Studien zum Kulturbild und Selbstverständnis des Islams. — Zürich, 1969.
- Classical Islam. — London, 1970.

### Переводы на русский язык
- Классический ислам. Очерк истории (600—1258). — М., 1988.